# Ailsastra achituvi
Ailsastra achituvi är en sjöstjärneart som beskrevs av O'Loughlin och Ross Robert Mackerras Rowe 2005. Ailsastra achituvi ingår i släktet Ailsastra och familjen Asterinidae.
Artens utbredningsområde är Röda havet. Inga underarter finns listade i Catalogue of Life.